# Alvan Clark
Alvan Clark, ameriški astronom in optik, * 8. marec 1804, Ashfield, Massachusetts, ZDA, † 19. avgust 1887, Cambridge, Massachusetts.

## Življenje in delo
Skupaj s sinovoma Georgeom in Alvanom Grahamom, ki sta nadaljevala njegovo delo po njegovi smrti, je izdelal refraktorje za Pomorski observatorij ZDA leta 1873, 882 mm (36 palčno) lečo za Observatorij Lick leta 1888, za Observatorij v Pulkovem pri Sankt Peterburgu leta 1885 in lečo s premerom 1016 mm (40 palcev) za Observatorij Yerkes v Williams Bayu v Wisconsinu leta 1896, ki je še danes največja izbrušena leča.

## Priznanja

### Poimenovanja
Po njem in sinu Alvanu Grahamu se imenuje krater Clark na Luni. Po njem se imenuje tudi krater Clark na Marsu.
1. 1 2  SNAC — 2010.
2. 1 2  Brozović D., Ladan T. Hrvatska enciklopedija — LZMK, 1999. — 9272 p.